# John Rimmer
John Thomas "Jack" Rimmer (Birkdale, Merseyside, 27 d'abril de 1878 – Liverpool, Merseyside, 6 de juny de 1962) va ser un atleta britànic que va córrer al tombant del segle xx. Especialista en les curses de mitjana distància, el 1900 va prendre part en els Jocs Olímpics de París.
A París Rimmer disputà tres proves. La primera d'elles fou als 1500 metres, en què finalitzà entre la sisena i la novena posició. L'endemà guanyà els 4000 metres obstacles, superant al seu compatriota Charles Bennett per una iarda i mitja. Junt amb Bennett, Alfred Tysoe, Sidney Robinson i Stan Rowley, Rimmer guanyà la seva segona medalla d'or en la prova dels 5000 metres per equips, cursa en què finalitzà en segona posició rere Bennett.